# Francesco Divella
Francesco Divella (Rutigliano, 9 dicembre 1944) è un politico e imprenditore italiano.